# TeleStereo
TeleStereo es un canal de televisión abierta nicaragüense fundado por Juan Carlos Ortega Murillo, con sede en la ciudad de Managua.

## Historia
Telcor otorgó la concesión del canal 16 a Juan Carlos Ortega, propietario de TN8 desde 2010, el 31 de mayo de 2022. Se sabe que sólo se emitiría por la zona del Pacífico nicaragüense y el perfil y con contenidos todavía sin definir.[cita requerida] Guillermo Rothschuh afirmaba que el canal servía para reforzar el aparato mediático del régimen sandinista.
El 31 de mayo de 2022 anuncio el nuevo canal.